# Abrsia misophrioides
Abrsia misophrioides is een eenoogkreeftjessoort uit de familie van de Abrsiidae. De wetenschappelijke naam van de soort is voor het eerst geldig gepubliceerd in 2008 door Karanovic.